# Orang
Orang (hangul: 어랑군, Orang-kun, handzsa: 漁郞郡, RR: Ŏrang-kun, ’halászó férfi’) megye Észak-Koreában, Észak-Hamgjong (Hamgyŏng) tartományban.
A megye eredetileg Kogurjo (Koguryŏ) része volt, később pedig Palhe (Palhae) fennhatósága alá tartozott. 1920 októberében Kim Dzsvadzsin (Kim Jwa-jin) koreai anarchista csapatai itt vívtak sikeres harcokat a japán megszállók ellen. A 20. század közepéig Kjongszong (Kyŏngsŏng) része volt, így története is megegyezik a megyéével. Az 1952-es közigazgatási reformok során kapott önállóságot és megyei rangot.

## Földrajza
Délről Kildzsu (Kilju) és Mjonggan (Myŏnggan) megyék, keletről a Japán-tenger (Koreában „Keleti-tenger”), északról Kjongszong (Kyŏngsŏng) és Jonsza (Yŏnsa) megyék, nyugatról pedig Rjanggang (Ryanggang) tartomány Pegam (Paegam) megyéje határolja.
Legmagasabb pontja az 2333 méter magas Thugubong (투구봉; -峰, T'ugubong).

## Közigazgatása
1 községből (up (ŭp)), 20 faluból (ri (ri)) és 1 munkásnegyedből (rodongdzsagu (rodongjagu)) áll:
| - Orang-up (어랑읍; 漁郞邑, Ŏrang-ŭp) - Tunam-ri (두남리; 斗南里, Tunam-ri) - Rjanggjon-ri (량견리; 良見里, Ryanggyŏn-ri) - Rjongjon-ri (룡연리; 龍淵里, Ryongyŏn-ri) - Rjongdzson-ri (룡전리; 龍田里, Ryongjŏn-ri) - Rjongphjong-ri (룡평리; 龍坪里, Ryongp'yŏng-ri) - Mugje-ri (무계리; 武溪里, Mugye-ri) - Ponggang-ri (봉강리; 鳳岡里, Ponggang-ri) - Puam-ri (부암리; 富岩里, Puam-ri) - Puphjong-ri (부평리; 富坪里, Pup'yŏng-ri) - Szamhjang-ri (삼향리; 三鄕里, Samhyang-ri) | - Szojo-ri (소요리; 所要里, Soyo-ri) - Szunam-ri (수남리; 水南里, Sunam-ri) - Ungok-ri (운곡리; 雲谷里, Un'gok-ri) - Iom-ri (이엄리; 二奄里, Iŏm-ri) - Ihjang-ri (이향리; 二鄕里, Ihyang-ri) - Csibang-ri (지방리; 芝坊里, Chibang-ri) - Cshilhjang-ri (칠향리; 七鄕里, Ch'irhyang-ri) - Phalgjongde-ri (팔경대리; 八景臺里, P'algyŏngdae-ri) - Hvarjong-ri (화룡리; 花龍里, Hwaryong-ri) - Hömun-ri (회문리; 會文里, Hoemun-ri) - Odedzsin-rodongdzsagu (어대진로동자구; 漁大津勞動者區, Ŏdaejin-rodongjagu) |

## Gazdaság
Orang (Ŏrang) megye gazdasága a Csoszon (Joseon)-kortól hagyományosan halászatra épült, minimális mezőgazdasággal. 1945 után az iparosítás során több új iparág, többek közt az élelmiszeripar, az építőanyag-gyártás, a textilipar és a vegyipar vált a megye gazdasági életének szereplőjévé. A megye főbb termékei: szójaszósz, töndzsang (doenjang), étolaj, cement stb. Orang (Ŏrang) a szomszédos megyékhez képest megművelhető föld tekintetében előnyösebb helyzetben van, rizs- és kukoricatermesztés folyik. Jellemző még a gyümölcstermesztés, bár a gyümölcsfák 90%-a körtefa, alma, barack, szőlő és szilva is terem itt.

## Oktatás
Orang (Ŏrang) megye egy mezőgazdaság-gépészeti főiskolának, ezen kívül kb. 20 oktatási intézménynek, köztük általános iskoláknak, középiskoláknak ad otthont.

## Egészségügy
A megye ismeretlen számú egészségügyi intézménnyel rendelkezik, köztük két megyei szintű kórházzal, számos helyi kórházzal és terápiás intézményekkel.

## Közlekedés
A megye közutakon a szomszédos megyék felől közelíthető meg. A megye vasúti kapcsolattal rendelkezik, a Phjongna (P'yŏngra) vasútvonal része.